# Walther Hermes
Walther Hermes (* 31. Juli 1877 in Solingen; † 24. Januar 1935 in Wuppertal-Vohwinkel) war ein deutscher Theologe des Bundes Freier evangelischer Gemeinden.

## Leben
Aufgewachsen in Solingen, besuchte Hermes von 1900 bis 1904 das Predigerseminar St. Chrischona. Sein erster Dienstort war Oels in Schlesien, bis er 1908 als Nachfolger von Otto Schopf in die FeG Witten berufen wurde. Von 1921 bis 1935 war er Vorstandsmitglied des Bundes-Verlags; 1921 bis 1923 wirkte er mit Wilhelm Wöhrle als Schriftleiter der FeG-Zeitschrift Der Gärtner. 1925 begann sein Dienst als „Bundespfleger“ und Geschäftsführer des Bundes Freier evangelischer Gemeinden. Nachhaltig wirkte seine Biografie über Hermann Heinrich Grafe, den Gründer der ersten Freien evangelischen Gemeinde in Deutschland, aus dem Jahr 1933.

## Schriften
- Ist die Taufe die Tür zur biblischen Gemeinde? Kelle und Schwert, Heft 4. Witten o. J. [1922].
- Die Eigenart der Freien evangelischen Gemeinden. Kelle und Schwert, Heft 9. Witten o. J. [1922].
- Was ist eine Sekte? Kelle und Schwert, Heft 14. Witten o. J. [1923].
- Haben die sieben Sendschreiben der Offenbarung kirchengeschichtliche Bedeutung? Kelle und Schwert, Heft 25. Witten 1927.
- Das allgemeine geistliche Priestertum der Gläubigen. Kelle und Schwert, Heft 35. Witten 1927.
- Falsche und wahre Allianz. Kelle und Schwert, Heft 47. Witten 1931.
- Hermann Heinrich Grafe und seine Zeit. Ein Lebens- und Zeitbild aus den Anfängen der westdeutschen Gemeinschaftsbewegung. Witten 1933.